# Han Perier
Han Perier (Eemnes, 1952) is een Nederlandse kunstschilder, die voornamelijk werkt in en rond ‘t Gooi. Na een turbulente carrière als ondernemer is hij op zijn 45ste gaan schilderen. Hij werkt in diverse stijlen en genres. Zijn oeuvre omvat abstract, naïef-realistisch en expressionistisch werk, waaronder landschappen en portretten.

## Biografie

### Familie

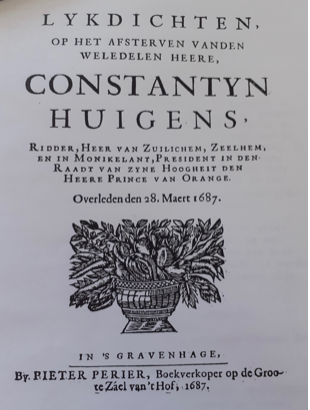
Titelpagina van een dichtbundel geschreven n.a.v. het overlijden van de Nederlandse Dichter Constantijn Huijgens, uitgegeven in 1697 door Pieter Perier, ‘boekverkoper op de grote zael van't Hof’. Gemeentearchief Den Haag CH 154.

Han Perier is een nazaat van de 16de-eeuwse calvinistische drukker en boekhandelaar Adrian Périer uit Parijs, die eerst getrouwd was met de Haagse Maria Simons Pijns en in 1596 de tweede echtgenoot werd van Magdalena Plantin, dochter van de invloedrijke boekdrukker Christoffel Plantijn. Zijn zoon Simon en kleinzoon Pieter werkten als boekhandelaar in de huidige Ridderzaal op het Binnenhof. Pieters zoon, Jan Perier, vestigde zich rond 1730 in Eemnes, waar de familie de vroegere herberg De Lindeboom uitbaatte. Grootvader Jan raakte begin 20e eeuw met de familie in onmin en werd onterfd omdat hij zich te buiten ging aan drank.

### Binnenhuisarchitect
Perier volgt basisonderwijs op de School met de Bijbel in Laren en gaat daarna naar de hbs op het A. Roland Holst College in Hilversum. Op zijn 14de wordt hij van school gestuurd, waarna hij het ouderlijk huis verlaat en op zijn 15de in Amsterdam gaat wonen. Na allerlei baantjes en kleine ondernemingen werkt hij een jaar bij het Amsterdamse filiaal van meubelfabriek Fristho op de Linnaeusstraat 20. Na hier het metier te hebben geleerd, vestigt hij zich op zijn 18de als binnenhuisarchitect in Bunschoten. De ontwerpen tekent hij zelf en daarnaast importeert hij exclusieve meubels en verlichting uit Frankrijk.

### Horeca
Ondertussen zet hij in Nederland een nieuw bedrijf op onder de naam Ale Systems. In 1985 lanceert hij daarmee een huistap met ingebouwde koeling in een eikenhouten fust. De huistap is een succes en bierbrouwer Dommelsch vraagt hem er een bar omheen te bouwen en daarna om op het Utrechtse Vredenburg een café te restylen. Perier doet dat volgens het concept van het Franse grand café. Dat slaat zo aan dat Ale Systems een stroom aan opdrachten krijgt om bruine kroegen te verbouwen tot trendy grand cafés.

### IRT-affaire
In 1989 wordt Perier benaderd door de Utrechtse horecaondernemers Fons Roelofsen en André van der Haar voor samenwerkingsprojecten in de horeca. Dit leidt uiteindelijk tot een vennootschap, waarbij ook Van der Haars zwager, Bertus Kwarten, betrokken blijkt te zijn. Kwarten, de ongekroonde koning van woonwagenkamp de Huppeldijk, verzorgde de opslag van grote partijen hasj voor topcrimineel Johan Verhoek, alias de Hakkelaar. Deze alliantie brengt Perier uiteindelijk in grote problemen.
Op 10 mei 1993 wordt hij door een arrestatieteam van zijn bed gelicht. Kwarten is diezelfde ochtend gearresteerd op verdenking van drugssmokkel. Bij huiszoekingen in zijn kantoor in Utrecht wordt een horecaplan gevonden, waaruit blijkt dat Kwarten en zijn handlangers bezig zijn met het opkopen van dertig horecaondernemingen. Perier is op papier de directeur van het moederbedrijf van de onderneming, Dutch Business Trading, en raakt zodoende betrokken bij het onderzoek naar de witwaspraktijken van het Octopus-syndicaat van Johan Verhoek (niet te verwarren met de Octopus-bende van cocaïnesmokkelaars die in 2020 in Antwerpen tegen de lamp liep).
Het Octopus-syndicaat vormt een onderdeel van de IRT-Affaire. Perier zit 6½ maand in voorarrest en wordt daarna nog jarenlang vervolgd. Na vijf jaar en 64 zittingsdagen wordt hij uiteindelijk door de Hoge Raad in cassatie vrijgesproken van deelname aan een criminele organisatie. Daarna trekt hij zich terug en begint te schilderen.

## Kunstschilder te Laren

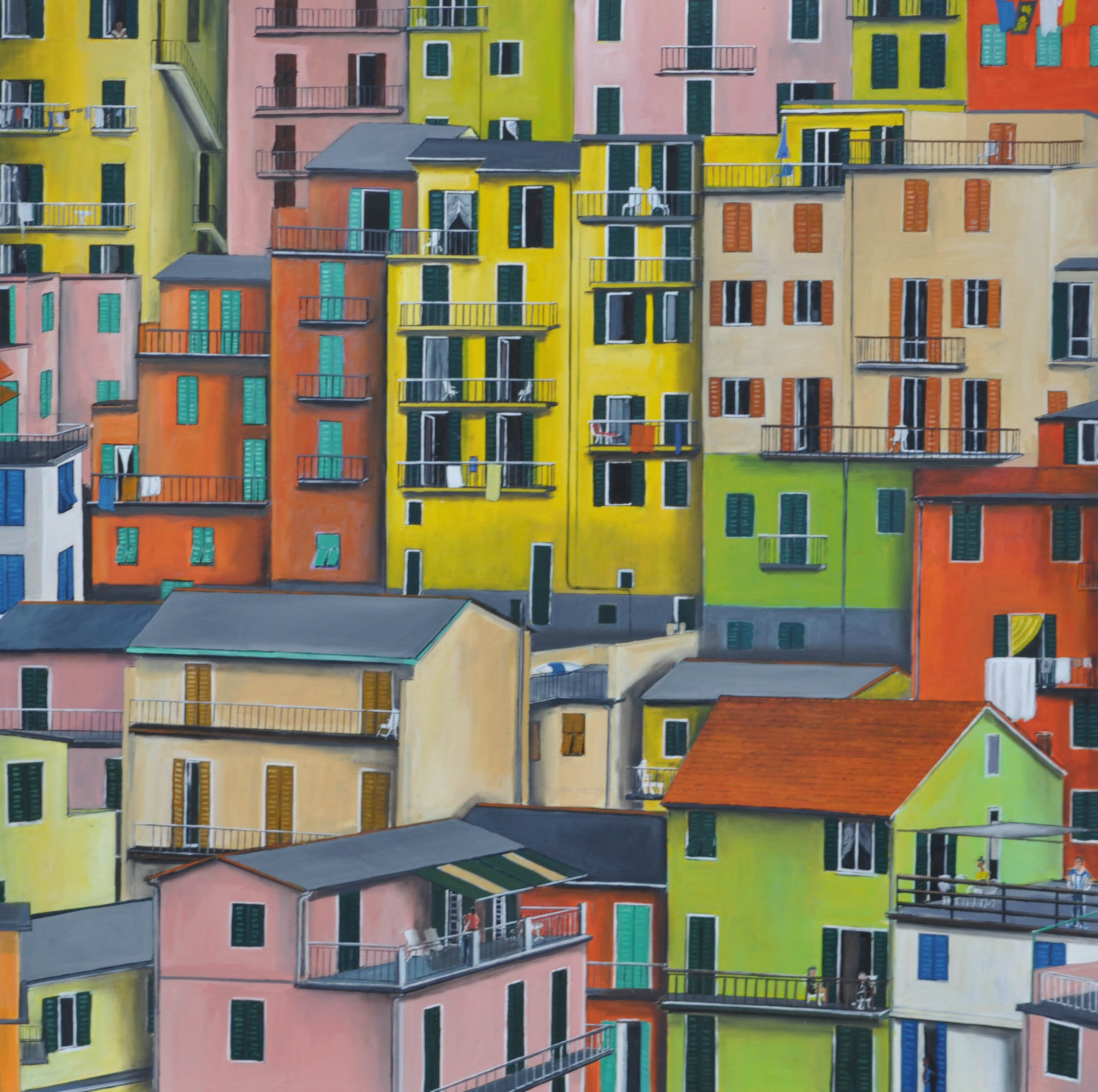
Print op ontspiegeld glas van het originele olieverfdoek 'Manarola'

Perier is autodidact. In de media is wel geschreven dat hij met schilderen begon in de gevangenis, maar dat is niet helemaal juist. Hij schilderde al als jongeman, begon in de gevangenis te tekenen, is daarna met olieverf begonnen, maar is pas serieus gaan schilderen op zijn 49ste. Perier werkt voornamelijk in het Gooi, waar hij zich ook laat inspireren door de omgeving. Zijn eerste atelier was een schuur op het Noordeinde in 's-Graveland. Daarna vond hij een woning met werkplaats op De Brink in Laren, waarnaast hij ook werkte in een atelier op Landgoed Eikenrode in Loosdrecht en in een kraakpand in België. Tevens schilderde hij ‘en plein air’, d.w.z. op locatie, zoals de havens van Muiden en Huizen, de Larense Brink en De Grote Markt in Antwerpen. Deels was dat te volgen via website ‘Live on art’. Van 2014 tot 2021 woonde en werkte hij in Naarden-Vesting. Eind 2021 verhuisde hij naar Muiden.
Zijn stijl varieert van naïeve kunst en realisme tot abstractie. Een deel van zijn werk toont verwantschap met impressionisme, expressionisme en fauvisme, maar zelf voelt hij zich niet aan enige stijl verbonden en heeft hij een gevarieerd oeuvre bij elkaar geschilderd. Enkele van zijn meer recente doeken heeft hij laten uitprinten op ontspiegeld plexiglas. Perier exposeerde onder andere in Galerie de Groninger Kroon (2004), het Singermuseum in Laren (2012) en Gallery BusArts in Bussum (2013). Zijn werk is tevens tentoongesteld in cafés, monumenten en openbare gelegenheden. Een van zijn doeken hing jarenlang in de burgemeesterskamer van de voormalige burgemeester van Laren, Elbert Roest.